# Malthodes pseudoparthenias
Malthodes pseudoparthenias is een keversoort uit de familie soldaatjes (Cantharidae). De wetenschappelijke naam van de soort werd in 1980 gepubliceerd door Wittmer.